# مسجد كامبونج ملياس
مسجد كامبونج ملياس أو مركز عبادة كامبونج ملياس أحد مساجد بروناي .

## الموقع
يقع مسجد كامبونج ملياس أو مركز العبادة في كامبونج أولو بلايت، والتي تبعد حوالي مئة وسبعين كيلومنر من بيسكان بلايت في بروناي .

## البناء
تم بناء قاعة العبادة أو مسجد كامبونج ملياس في أوائل عام 1994، واكتمل البناء في شهر سبتمبر من عام 1994، على موقع أرض مساحتها أقل من فدان واحد، مع نفقات انشائية بلغت 60،000.00 دولار، وقد تم تمويل بناء مركز العبادة بالكامل من قبل مركز التقوى الإسلامية.

## الاستيعاب
يمكن لمسجد كامبونج ملياس أن يستوعب نحو 40 مصلي في وقت واحد.